# Olga Romanova (journaliste)
Pour les articles homonymes, voir Romanov (homonymie) et Olga Romanova.
Olga Evgenievna Romanova (Ольга Евгеньевна Романова), née le 28 mars 1966 à Lioubertsy, dans l'oblast de Moscou (RSFSR, URSS), est une journaliste et militante politique russe.
Elle est aussi animatrice de télévision et de radio et est lauréate du prix TEFI dans la catégorie « Présentateur d'un programme d'information ».
Elle est la fondatrice de l'organisation non gouvernementale Русь Сидящая (ru) (Rus Sidjaschtschaja, « La Russie derrière les barreaux »),, qui milite pour les droits des prisonniers et des militants de l'opposition, et auteure du livre du même nom.
En 2017, elle fuit la persécution d'État de la Russie pour Berlin, où elle vit depuis.

## Carrière de journaliste
Olga Romanova naît dans une famille de médecins le 28 mars 1966 dans la ville de Lioubertsy, près de Moscou. Après avoir terminé ses études de finance et de commerce, elle travaille comme journaliste à partir de 1989, notamment pour le quotidien Segodnia (en russe : Сегодня), la chaîne de télévision NTW et le journal Vedomosti.
En 1999, elle devient présentatrice de la chaîne de télévision REN-TV. La station a longtemps été considérée comme le dernier recours en matière de reportages libres. L'émission d'information de Romanova « 24 avec Olga Romanova » l'a rend très populaire et, en 2004, elle reçoit le prix de télévision le plus important de Russie dans la catégorie « meilleur programme d'information du pays ». En 2005, REN-TV est vendue à des entreprises liées au gouvernement. La rédactrice en chef  considère que c'est la fin de la dernière chaîne de télévision indépendante en Russie.
Un scandale de censure de renommée internationale suit : Ren-TV est le seul fournisseur russe à planifier un reportage sur l'acquittement scandaleux du fils du ministre de la Défense et partenaire intime de Poutine, Sergueï Ivanov. Sa limousine de luxe avait passé un feu rouge à toute vitesse et blessé mortellement un piéton. La direction du programme a annulé l'intervention en dernière minute. Romanova s'en est plaint dans une interview à la radio ainsi que d'autres interventions des nouveaux propriétaires dans la politique de programmation de Ren-TV. Après ses critiques publiques, le radiodiffuseur licencie Romanova en novembre 2005 et plusieurs journalistes démissionnent en signe de protestation,. Mikhaïl Gorbatchev, l'ancien président de l'Union soviétique, a déclaré que « la dernière chaîne qui conservait une certaine indépendance et objectivité est perdue ».
Romanova travaille ensuite pour Écho de Moscou (Echo Moskwy) et, en 2007, elle est rédactrice en chef de l'édition russe de Business Week. Elle a écrit pour des médias indépendants tels que le New Times, Novaïa Gazeta et le groupe de réflexion Carnegie Center à Moscou.

## Engagement en tant que militante des droits civiques

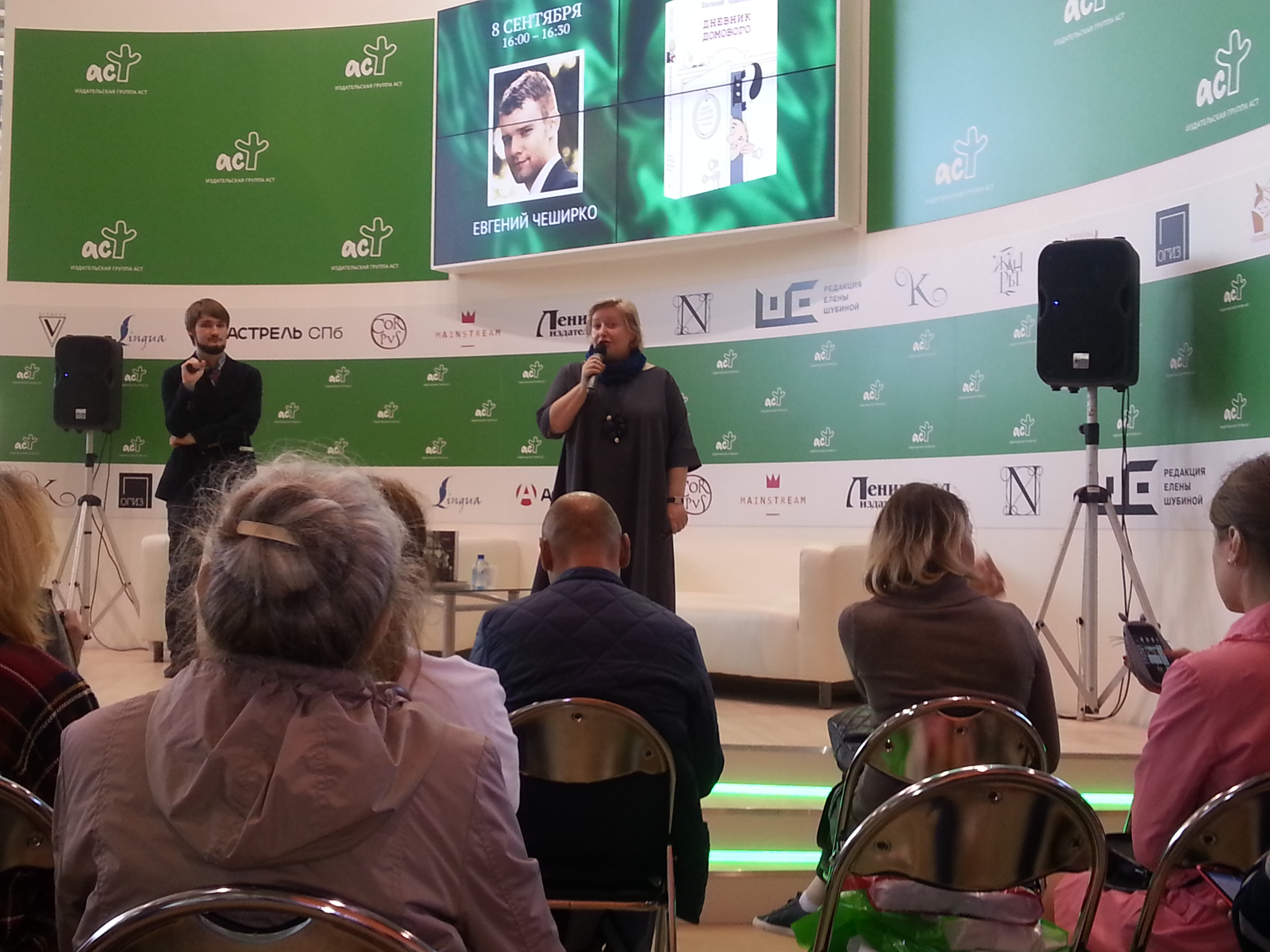
Olga Romanova lors d'une réunion avec des lecteurs au MIBF, 8 septembre 2016.

En 2008, son mari, Alexej Koslow, dirigeant d'une entreprise de taille moyenne, est arrêté. Il est accusé d'activités frauduleuses mais est acquitté par après par la plus haute cour de Russie. Au cours du procès, Kozlov est emprisonné pendant trois ans dans un bagne en Sibérie. Après l'acquittement, le parquet de Moscou ouvre une nouvelle enquête et, en 2012, Kozlov et condamné à cinq ans de prison.
Pendant ce temps, Romanova et son mari créent un blog, le Butyrka Blog, du nom de la Boutyrka, une prison bien connue de Moscou, dans laquelle, sous Staline, étaient détenus principalement des prisonniers politiques et qui servait également de station de transit à de nombreux condamnés du Goulag. D'autres hommes d'affaires condamnés, avocats, journalistes  écrivent également dans ce blog de Butyrka.
À la mi-décembre 2011, Romanova participe à l'organisation de manifestations contre la falsification des résultats des élections à la Douma d'État de la sixième convocation (en), qui s'est tenue le 4 décembre. En particulier, elle collecte des dons lors d'un rassemblement sur l'avenue Sakharov à Moscou et agit en tant que présentatrice.
À partir de la fin de 2011, Romanova s'implique de plus en plus dans le travail de l'opposition et, avec d'autres acteurs du domaine culturel (notamment Roustem Adagamov, Dmitri Bykov, Leonid Parfionov, Grigori Chalvovitch Tchkhartichvili, Iouri Chevtchouk), elle fonde la Ligue des électeurs libres en janvier 2012, qui fait campagne pour des élections équitables, justes et indépendantes en Russie.
En mars 2013, elle participe à une série d'actions en solo pour exiger la libération des deux membres des Pussy Riot, Maria Alyokhina et Nadezhda Tolokonnikova.
Lorsque les bureaux de son organisation de secours aux prisonniers sont perquisitionnés en juin 2017, elle quitte la Russie. L'accusation est la suivante : "La Russie derrière les barreaux" a détourné des fonds publics - l'organisation n'a jamais reçu d'argent de l'État russe. Depuis, elle travaille en Allemagne pour des détenus de prison en Russie, anime la chaîne de télévision de langue russe RTVD et travaille pour un projet de la Fondation Friedrich Naumann pour la liberté à Berlin.

## Récompenses et distinctions
Olga Romanova a reçu de nombreux prix pour sa société civile et son travail journalistique, dont le prix Gerd Bucerius pour la presse libre Europe de l'Est en 2012.